# Andrzej Sas-Uhrynowski
Andrzej Wojciech Sas-Uhrynowski (ur. 17 maja 1933 w Warszawie, zm. 30 maja 2019 tamże) – polski specjalista geodezji i kartografii, prof. dr hab. inż.

## Życiorys
Syn Włodzimierza i Zofii. W 1956 ukończył studia geodezyjne na Politechnice Warszawskiej, w 1976 obronił pracę doktorską, otrzymując doktorat, a w 1989 habilitował się na podstawie oceny dorobku naukowego i pracy zatytułowanej Pole magnetyczne południowego Bałtyku. 20 stycznia 2000 nadano mu tytuł profesora w zakresie nauk technicznych.
Pracował w Instytucie Geodezji i Kartografii oraz pełnił funkcję członka Komitetu Geodezji na VII Wydziale Nauk o Ziemi i Nauk Górniczych Polskiej Akademii Nauk.
W 2000 odznaczony Krzyżem Kawalerskim Orderu Odrodzenia Polski. Jego syn, Jacek Sas-Uhrynowski był aktorem, znanym m.in. z filmu CK Dezerterzy.
Zmarł 30 maja 2019.

## Publikacje
- 2006: Światowe anomalie głównego pola magnetycznego Ziemi i dynamiczny model ich źródeł[1]
- 2009: The secular variations of the geomagnetic field elements D, F and H in Europe in the intervals 1995-2000 and 2000-2005[1]
- 2009: Secular variations of the geomagnetic field in Europe[1]